# Microcosme

« D'un livre sur le microcosme », Skoklosters slott, 1619

Le microcosme est un abrégé, une image réduite du monde ou de la société. Le terme est notamment utilisé de manière sociologique pour définir un groupe représentatif de son milieu social[réf. nécessaire]. Ne pas confondre avec microsociologie. Par extension, il désigne un groupe restreint détaché du reste de la société.
Pierre A. Riffard dans son dictionnaire de l'ésotérisme définit microcosme, dans une définition plus historique, comme « l'homme en tant que résumé, synthèse et splendeur du monde avec lequel on peut établir des correspondances terme à terme (pieds = Signe des Poissons, veines = fleuves, par exemple), à l'intérieur de cette analogie générale » entre homme et monde.

## Origine du mot
Le nom français « microcosme » vient de deux mots du grec ancien : « micros » (, « petit »), et « cosmos » (κόσμoς, « monde »). Il désigne l'homme, « petit monde » par rapport au « grand monde », le macrocosme.
Le mot[Lequel ?] apparaît pour la première fois chez Démocrite (vers 430 av. J.-C.) :
« De même que dans l'univers nous voyons d'une part des êtres qui ne font que gouverner, d'autre part des êtres qui à la fois gouvernent et sont gouvernés [...], enfin des êtres qui ne font qu'être gouvernés [...], de la même façon nous observons dans l'homme, qui, selon Démocrite, est un microcosme, cette même répartition. »
Galien confirme :
« Des Anciens versés dans l'étude de la nature disent que le vivant est comme un microcosme. »

## Historique
L'origine du concept de microcosme remonte peut-être à l'Égypte, qui met en parallèle naissance, mort, métamorphoses de l'homme et du monde :
« Voici quelle est la philosophie des Égyptiens... Selon eux, le monde a un commencement, il est corruptible et sphérique... L'âme perdure et se réincarne [erreur venue d'Hérodote ; en fait, l'Égypte admet des métamorphoses, pas des réincarnations]. » (Diogène Laërce, I, 10-11, p. 71).
Pythagore (vers 530 av. J.-C.) développe le concept de microcosme. Un texte postérieur lui fait dire ceci :
« On dit de l'homme qu'il est un microcosme [mot créé plus tard, par Démocrite], non parce qu'il est composé des quatre Éléments - car c'est aussi le propre de chacun des êtres vivants et même des plus rudimentaires - mais parce qu'il possède toutes les valeurs du cosmos. Dans le cosmos, en effet, il y a des dieux et il y a aussi les quatre Éléments [découverts plus tard, par Empédocle], les animaux sans raison et aussi des plantes. Toutes ces valeurs, l'homme les possède. Il a, en effet, une vertu divine, la raison ; il a les possibilités naturelles des Éléments : se nourrir, se développer et engendrer son semblable. Il est cependant imparfait en chacune de ces valeurs et, de même que l'athlète complet qui n’a la forme nécessaire pour toutes les épreuves est inférieur dans chacune à celui qui ne pratique qu'un seul sport, ainsi l'homme, qui détient toutes les valeurs, souffre d'insuffisance dans chacune d'elles. »
Platon, dans le Timée, met en place, de façon implicite l'idée de microcosme. Tout comme l'Âme du monde, l'âme de l'homme exerce des fonctions motrices et cognitives : elle a vie et esprit (Timée, 43-47). Le corps de l'homme, lui aussi, participe de cette analogie. Par exemple, « les particules du sang, finement morcelées à l'intérieur de nous et enveloppées circulairement comme par un ciel en raison de la cohésion qui caractérise chaque vivant, sont forcées d'imiter le mouvement de l'univers » (Timée, 81a). Surtout, le corps humain est constitué comme le monde : le démiurge choisit des triangles réguliers pour engendrer le Feu, l'Air, l'Eau, la Terre, et, après mélange, il fabrique la moelle dont est fait le cerveau, la moelle épinière et celle des os, le sperme (Timée, 73).
Bernard Silvestre, dans son De mundi universitate, sive Megacosmus et Microcosmus (1145), reprend la philosophie platonicienne. Le livre considère d'abord le grand monde, puis le petit monde, l'homme.

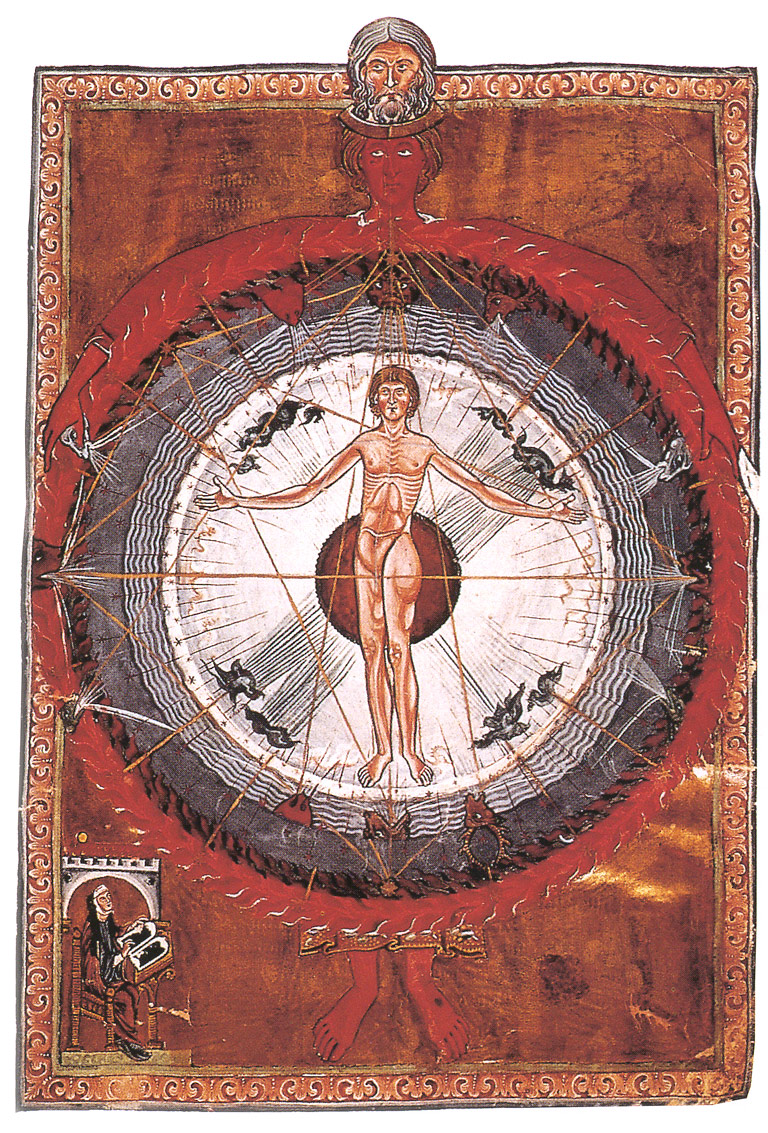
Représentation de l'homme et l'univers, miniature extraite d'un manuscrit du de d'Hildegarde de Bingen, Biblioteca statale, Lucques, Cod.Lat.1942, f.9.

Hildegarde de Bingen suit la philosophie propre à l'idée de microcosme, dans ses œuvres, magnifiquement illustrées. Dans le Livre des œuvres divines (1174), le macrocosme est figuré par un cercle extérieur, maintenu par un personnage représentant le Christ : ses bras entourent le macrocosme ; au centre de la miniature, un personnage, les pieds joints et les bras étendus, figure le microcosme, c'est un homme selon Vitruve, égal dans toutes ses parties. La création de l'homme s'étant accomplie de la même façon que celle du monde, il existe une ressemblance étroite entre les fonctions remplies par les éléments et le rôle des parties du corps : la tête correspond au feu, la poitrine à l'air, le ventre à la terre molle et féconde, et les pieds à l'eau, c'est-à-dire aux différents fleuves qui se divisent à travers toute la terre.
Honorius d'Autun, dans son Elucidarium soutient que « l'homme a de la terre (chair), de l'eau (sang), de l'air (souffle), du feu (chaleur). Sa tête est ronde comme une sphère céleste, ses yeux brillent comme les deux luminaires du ciel ».
Alain de Lille, à son tour, reprend l'idée que l'homme est un microcosme à l'image de la nature, dont les parties se répondent par des correspondances cachées.
La Renaissance est très friande de la notion de microcosme.
Pic de la Mirandole :
« La nature de l’homme, comme lien et nœud du monde, est située au niveau moyen de l’univers. Et comme tout moyen participe des extrêmes, ainsi l’homme, par chacune de ses parties, communie et correspond à toutes les parties du monde. C’est pour cette raison qu’il est habituel de le nommer Microcosme, c’est-à-dire un petit monde. »
Le théoricien Paracelse en 1571, pense que le microcosme est l'aspect naturel, mortel de l'homme, pas sa totalité :
« Le microcosme est l'homme selon la nature. Parce que la nature est double, Dieu a mis en lui deux aimants. L'un attire la substance des éléments pour la faire passer dans la chair et le sang. L'autre aspire les influx sidéraux dont se nourrissent notre sensibilité et notre réflexion. L'homme a donc deux natures,l'une mortelle et l'autre immortelle. Le monde a deux corps l'un visible, l'autre invisible... La vraie sagesse est la propre image de Dieu.L'homme animal n'est que le prémices de l'évolution, l'homme divin débarrassé de ses impuretés est la quintessence, le microcosme réalisé. Il a été formé de la matière et de l'esprit du monde. Ce qui est en lui est le monde... Cependant, pour obéir à la Loi divine, l'homme doit satisfaire à tout ce que sa double condition d'image de Dieu et d'image du macrocosme exige de lui. Il doit vivre dans deux séjours : dans la nature et en conformité avec elle, au-dessus de la nature et en union avec la volonté divine, avec l'Esprit de Dieu »
Papus, le maître du néo-occultisme :
« Une seule et même loi préside à la constitution de l’univers. Il y a un Petit Univers ayant en raccourci en lui toutes les lois du grand univers, et au moyen duquel, par analogie, on peut redécouvrir toutes les lois générales. Ce petit univers, c’est le micro-cosmos ou Microcosme : c’est l’homme. À côté de ce résumé fait à l’image du grand univers, il y a ce Grand Univers, l’Omnivers de Michel de Figanières, ou le macrocosme, Macrocosme, ou grand univers de la tradition initiatique. Le Macrocosme forme le corps de Dieu. C corps de Dieu, dont les soleils sont les organes centraux, et les planètes, les cellules, n’est pas plus Dieu lui-même que notre corps n’est notre moi. C’est le support des forces divines ou astrales en circulation. »

### Dans l'islam et le judaïsme
L'analogie du microcosme et du macrocosme se rencontre aussi dans la littérature musulmane et juive.
Elle est introduite dans la tradition juive par Philon d'Alexandrie qui l'emprunte aux stoïciens. Elle devient un lieu commun dans la philosophie et la théologie juives. On la retrouve dans Abôth de Rabbi Nathan, La Source de vie d'Ibn-Gabirol. Elle est le thème central du ʿOlâm Katân (« Le microcosme ») de  Joseph ibn-Çaddik. Maïmonide évoque l'analogie au début du chapitre LXXII du Guide des égarés.
Dans le monde musulman, l'analogie du microcosme et du macrocosme est un thème présent dans l'encyclopédie des Frères de la pureté, qui a pu inspirer Joseph ibn-Çaddik. Elle tient aussi une place importante chez certains soufis, comme Ibn Arabi : « L'être humain se situe à la fin de la hiérarchie de la Création, car c'est un microcosme contenant en lui l'ensemble du cosmos. »